# Pascoea
Pascoea is een kevergeslacht uit de familie van de boktorren (Cerambycidae). De wetenschappelijke naam van het geslacht werd voor het eerst geldig gepubliceerd in 1855 door White.

## Soorten
Pascoea omvat de volgende soorten:
- Pascoea augustana (Kriesche, 1923)
- Pascoea bilunata (Kriesche, 1923)
- Pascoea bimaculata (Gestro, 1876)
- Pascoea brunneoalba Gressitt, 1984
- Pascoea coeruleogrisea Breuning, 1950
- Pascoea degenerata (Heller, 1914)
- Pascoea dohrnii (Fairmaire, 1883)
- Pascoea exarata (Pascoe, 1862)
- Pascoea idae White, 1855
- Pascoea meeki Breuning, 1966
- Pascoea mimica Gressitt, 1984
- Pascoea parcemaculata Breuning, 1948
- Pascoea spinicollis (Boisduval, 1835)
- Pascoea thoracica (Thomson, 1864)
- Pascoea torricelliana Gressitt, 1984
- Pascoea undulata Gressitt, 1984